# 奧列尼奧克灣
73°20′N 121°0′E / 73.333°N 121.000°E

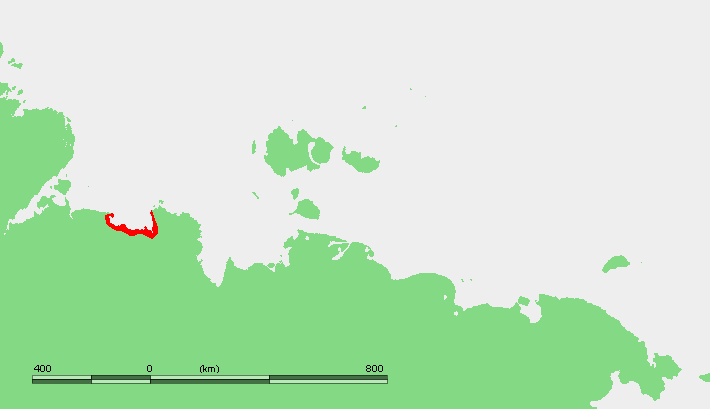

奧列尼奧克灣是俄羅斯的海灣，位於拉普捷夫海，長65公里、寬130公里，最大水深15米，全年大部分時間結冰，是奧列尼奧克河注入拉普捷夫海的地點。